# Крафт, Пер (Младший)
Пер Крафт Младший (швед. Per Krafft den yngre; 11 февраля 1777, Стокгольм — 11 декабря 1863, там же) — шведский художник-портретист.

## Биография
Родился в 1777 году в Стокгольме в семье художника Пера Крафта Старшего. Брат художницы Вильгельмины Крафт. Учился живописи в Академии художеств в Стокгольме у своего отца, который был профессором академии, Лоренца Паша Младшего и другие. В 1787 году, в десятилетнем возрасте, получил первую академическую медаль. 
В 1796 году Пер Крафт Младший закончил обучение в академии, после чего отправился в Париж, где  в 1796–1799 годах совершенствовал свои навыки в мастерской Жака Луи Давида. В 1801 году он отправил на родину три своих работы («Велизарий», «Купидон» и «Парис») для выставки в Стокгольмской академии. В 1802 году из Парижа Пер Крафт отправился в Италию, где посетил, в частности, Флоренцию и Рим. В 1803 вернулся в Париж, а в 1805 году — в Стокгольм, где быстро стал востребованным портретистом и получил звание придворного художника. В 1808 году был назначен вице-профессором (доцентом), а в 1818 году — профессором Стокгольмской академии художеств, которую ранее сам окончил. В общей сложности преподавал в академии почти 50 лет, вплоть до 1856 года. В старости Крафт запомнился студентом сухим и догматичным, склонным к чудачествам, но, в то же время, честным и принципиальным преподавателем. 
Как художник, Крафт создал около 400 портретов (включая рисунок и масляную живопись). Ему позировали многие представители шведской военной и политической элиты, королевской семьи и аристократии того времени. Кроме того, Крафт написал около 100 картин на библейские, исторические, мифологические и исторические темы. Будучи руководителем мастерской в рамках Академии, Крафт активно привлекал к работе над портретами своих учеников, что, впрочем, было нормой для того времени.

## Галерея

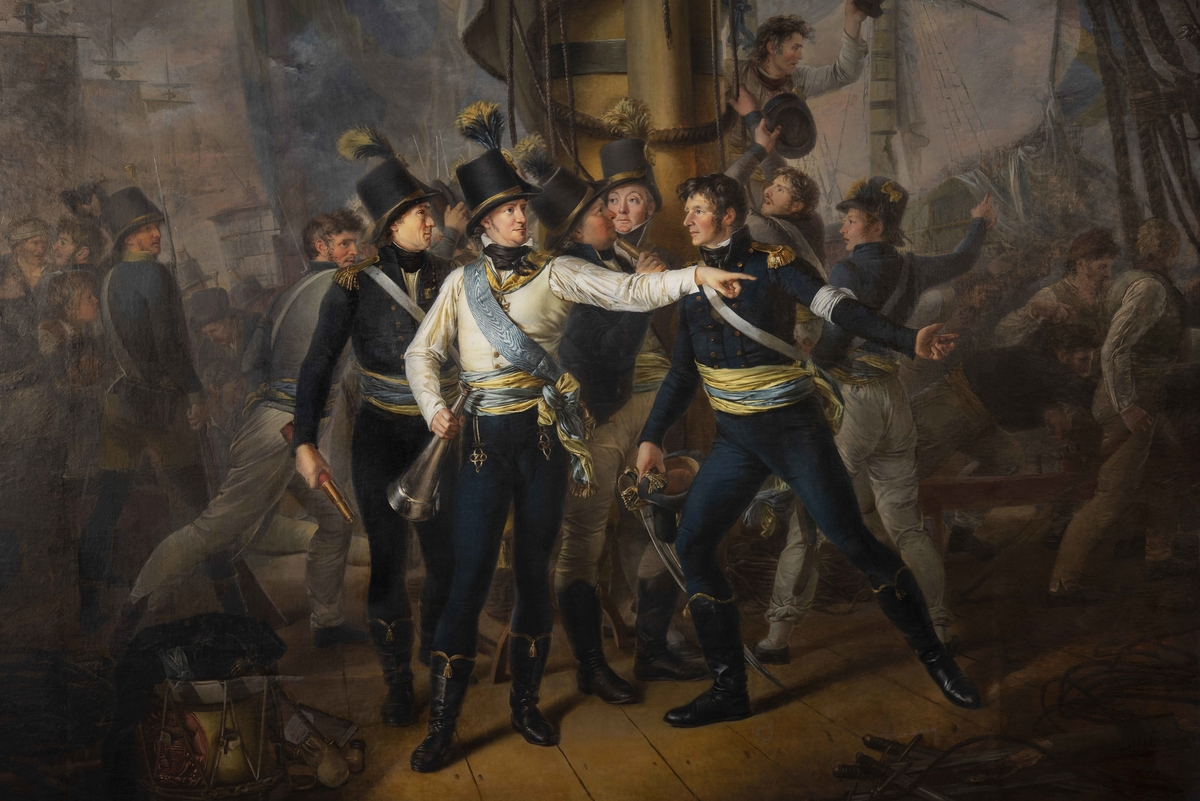
Гогландское морское сражение в ходе русско-шведской войны 1788—1790 годов. Сцена на палубе шведского флагманского корабля: шведский главнокомандующий герцог Карл Сёдерманландский (будущий король Карл XIII) и другие.
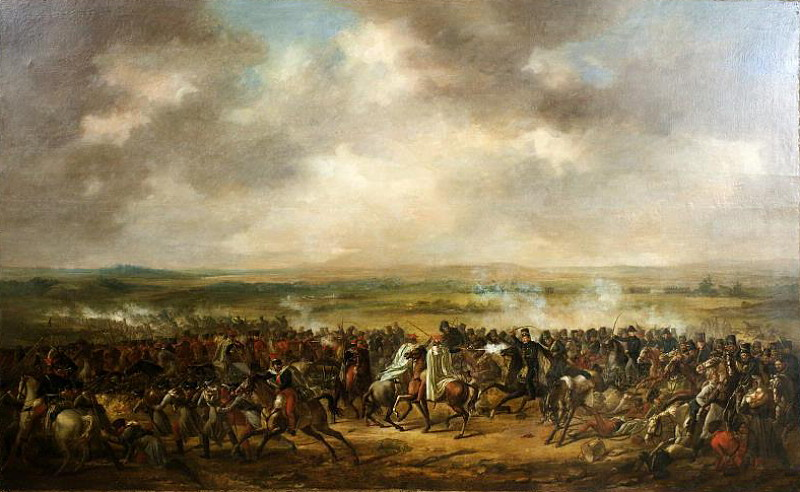
Битва при Борнхёведе в 1813 году между шведами и датчанами.
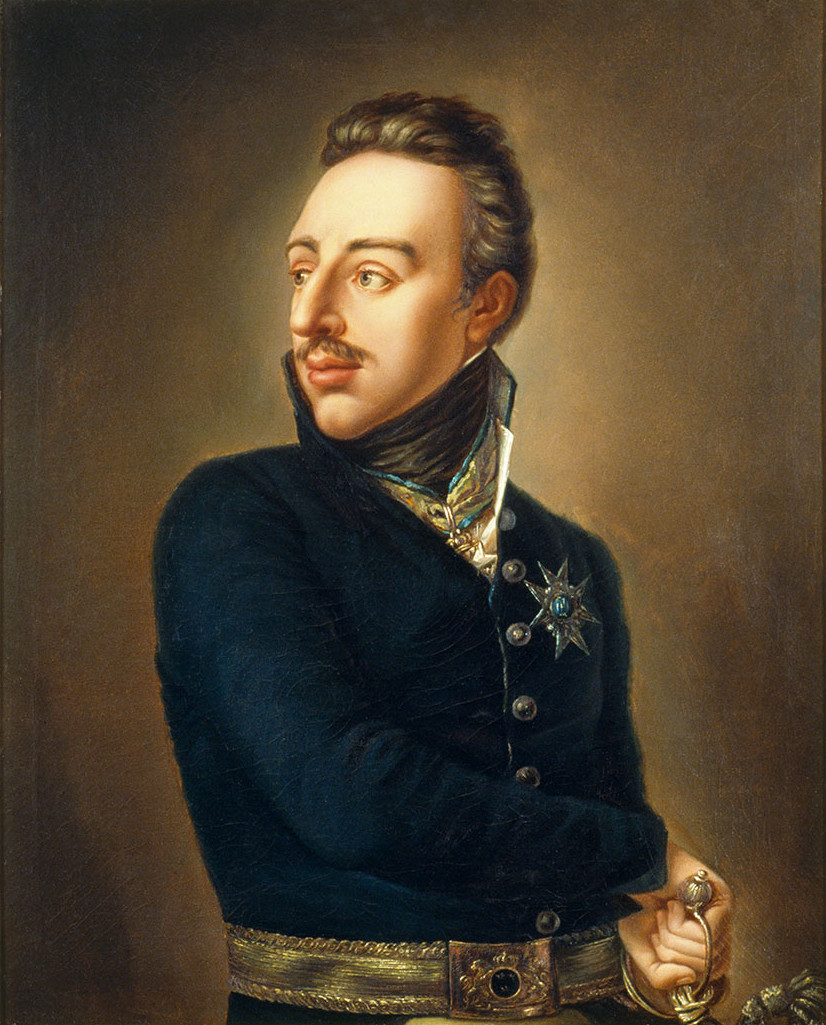
Король Швеции Густав IV Адольф
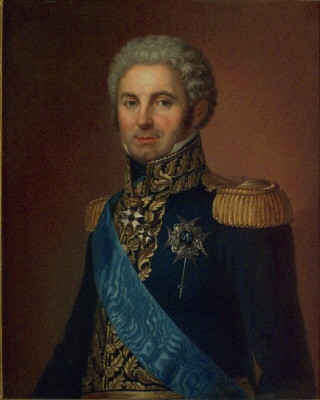
Фельдмаршал Ганс Генрих фон Эссен
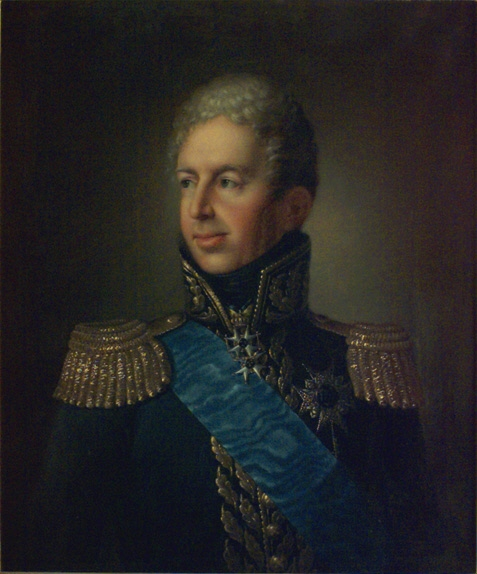
Фельдмаршал Юхан Август Сандельс
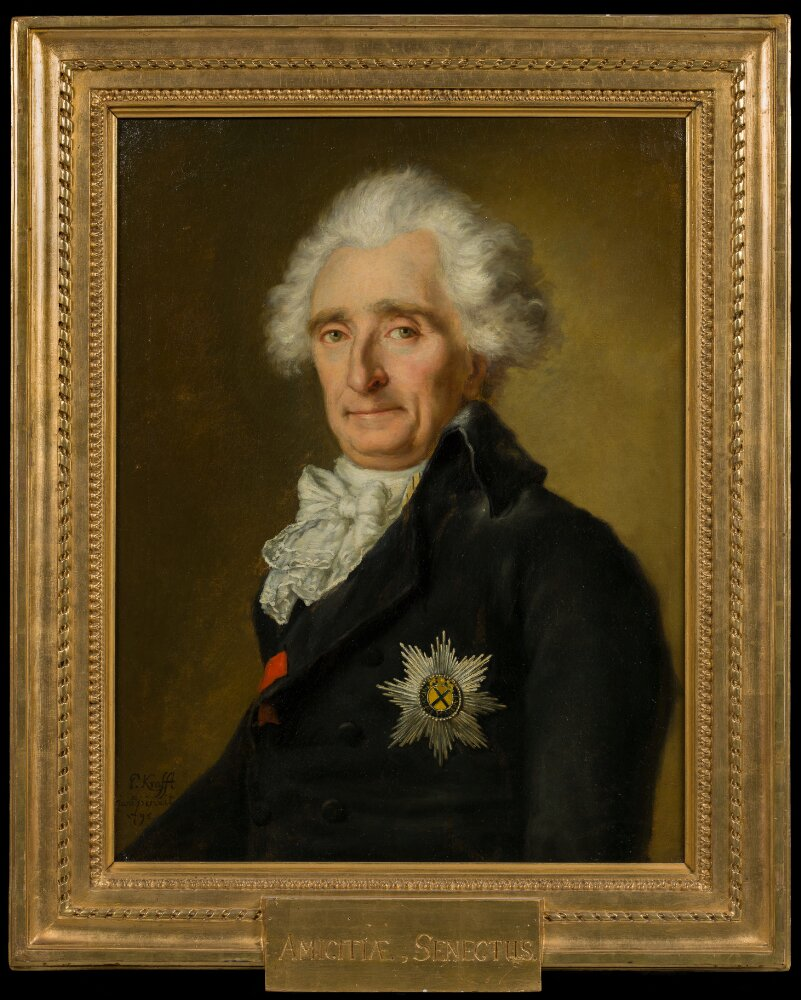
Портрет графа Франсуа Эммануэля Сен-При.
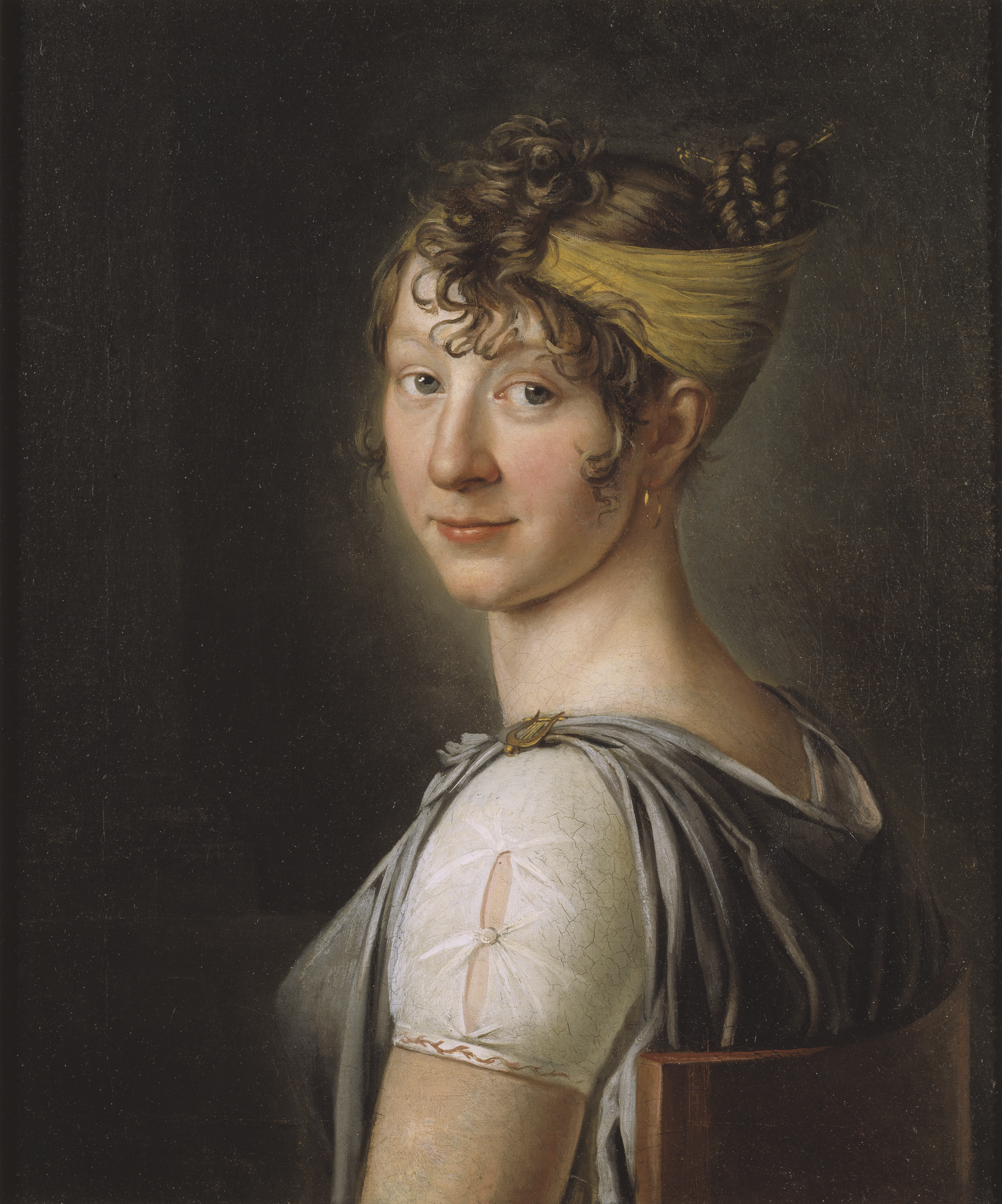
Портрет сестры, художницы Вильгельмины Крафт
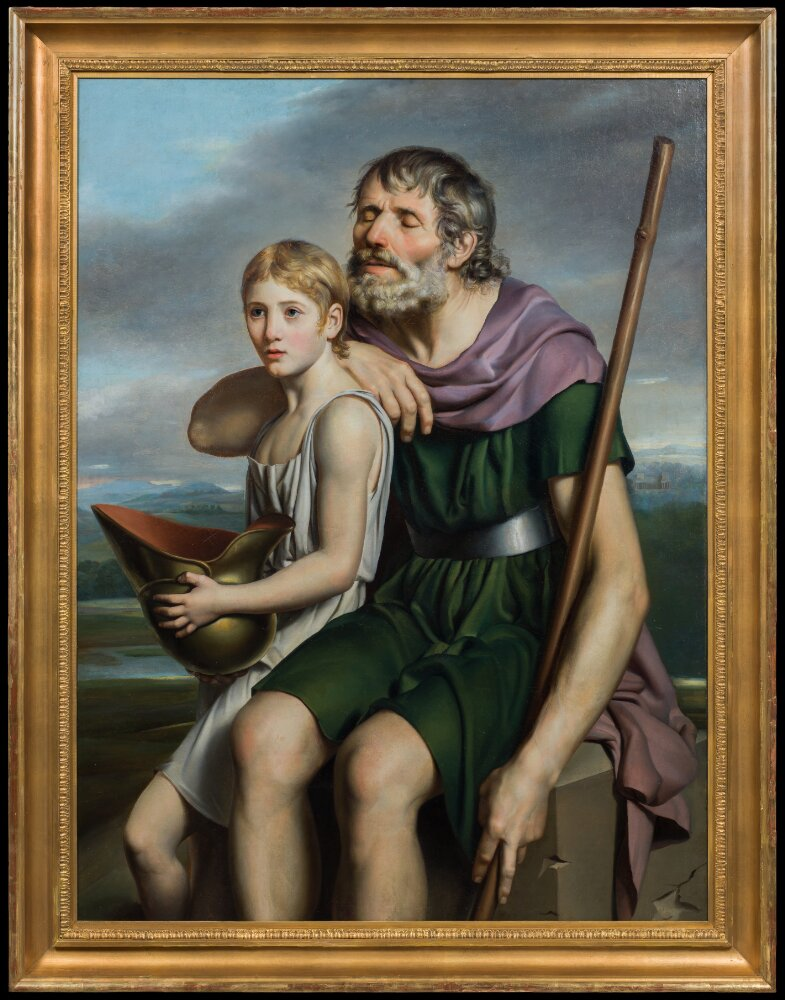
Велизарий.
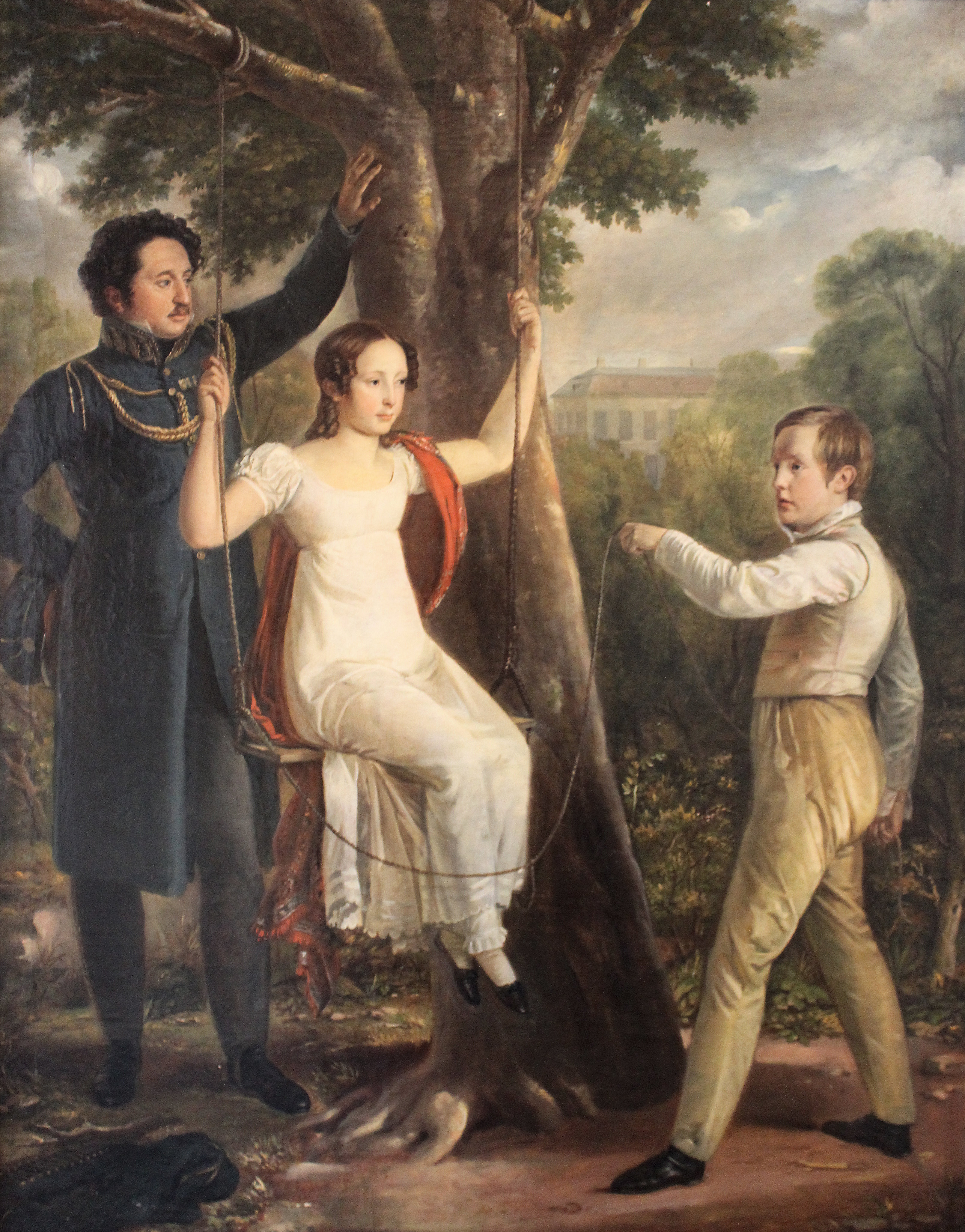
Семейный портрет.